# Klöch
Klöch (tiếng Slovene: Klek) là một đô thị thuộc huyện Radkersburg thuộc bang Steiermark, nước Áo. Đô thị Klöch có diện tích 16,39 km², dân số thời điểm cuối năm 2005 là 1276 người.